# Wilhelm von Giesebrecht
Friedrich Wilhelm von Giesebrecht (Berlino, 5 marzo 1814 – Monaco di Baviera, 17 dicembre 1889) è stato uno storico tedesco.

## Biografia
Nato a Berlino, Friedrich Wilhelm von Giesebrecht era figlio di Karl Giesebrecht (morto nel 1832), e nipote del poeta Ludwig Giesebrecht (1792–1873).
Studiò con Leopold von Ranke, e il suo primo lavoro importante, Geschichte Ottos II, fu proprio un contributo all'opera Jahrbücher des deutschen Reichs unter dem sächsischen Hause curata da Ranke a Berlino negli anni 1837–1840. Nel 1841 pubblicò il suo Jahrbücher des Klosters Altaich, una ricostruzione dei perduti Annales Altahenses, una fonte medievale della quale si conservavano solo frammenti, nascosti in altre cronache.
La brillantezza del suo approccio filologico emerse clamorosamente nel 1867, quando fu finalmente rinvenuta una copia della cronaca originale che permise il confronto fra il manoscritto originale e la precedente ricostruzione di Giesebrecht: venne messo in luce come il suo lavoro avesse portato a una restituzione sostanzialmente corretta dell'originale.
Nel frattempo era stato nominato Oberlehrer nel Joachimsthaler Gymnasium di Berlino; gli fu finanziato un viaggio in Italia, e come risultato delle sue ricerche gli fu pubblicato il De litterarum studiis apud halos primis mediiaevi seculis (Berlino, 1845), uno studio sulla sopravvivenza della cultura classica nelle città italiane durante il Medioevo, oltre che vari saggi critici sulle fonti per la storia dei primi papi. Nel 1851 apparve la sua traduzione delle Historiae di Gregorio di Tours, che è la versione standard in tedesco.
Quattro anni dopo apparve il primo volume della sua grande opera, Geschichte der deutschen Kaiserzeit, il cui quinto volume fu pubblicato nel 1888. Era il primo lavoro nel quale i risultati del metodo scientifico di ricerca si aprissero al mondo intero.
Grandezza nello stile e brillantezza espositiva si univano a una padronanza assoluta delle fonti in un modo mai raggiunto fino allora da uno storico tedesco.
Sebbene gli storici successivi abbiano profondamente criticato la sua glorificazione dell'era dell'imperialismo tedesco con le sue complicazioni italiane, nelle quali gli interessi della Germania furono sacrificati per una gloria vana.
La storia di Giesebrecht, tuttavia, apparve quando il nuovo impero germanico era in via di formazione, e divenne popolare sia grazie al tono patriottico che ai suoi meriti intrinseci.
Nel 1857 entrò come professore ordinario all'Università di Königsberg, e nel 1862 succedette a Heinrich von Sybel quale professore di storia all'Università di Monaco. Il Regno di Baviera lo onorò in vari modi, ed egli morì a Monaco il 17 dicembre 1889.
In aggiunta ai lavori già menzionati, Giesebrecht pubblicò una buona monografia su Arnaldo da Brescia (Monaco, 1873), una collezione di saggi dal titolo Deutsche Reden (Monaco, 1881): Fu anche un attivo membro del gruppo di studiosi che, nel 1875, si fecero carico della direzione del progetto Monumenta Germaniae Historica. Nel 1895 Bernhard von Simson aggiunse un sesto volume alla Geschichte der deutschen Kaiserzeit, portando così l'opera a coprire fino alla dell'imperatore Federico Barbarossa nel 1190.